# 遊び (工学)

歯車の遊び

工学における遊び（あそび、英語：backlash, lash, play, slop）とは、接合部（→接合法）などに設けられた隙間や緩み。遊間とも呼ぶ。

## 概要
接合部に意図的に設けられた隙間も「遊び」と呼ばれる。これは素材が熱で膨張した際に素材同士が衝突しあって全体に歪みを生んだり、熱膨張率の違いからずれが生じたりするのを防ぐ、また木材のように湿度の変化で素材が伸縮する際の歪みを吸収し破損を予防するなどの理由から設けられる。このほか、振動のある環境下では余り強固に接合することで機構全体に振動が伝わり、末端に負担がかかる傾向があるため、この振動を吸収する意図から遊びが設けられる場合もある。機構が複雑で噛み合わせによって動作する場合にも、遊びが設けられる。

## 操作機構における「遊び」の誤った説明
遊びの通俗的な例として、自動車の操作機構が挙げられる事があるが誤りである。ブレーキペダルやハンドルの遊びは元来、最小限に設計および調整するのが望ましい。ドライバーがくしゃみをしたとか背中がむずむずしたので身じろぎしたとかいう些細な動作が急ハンドルや急ブレーキに直結するという説明がされることがあるが、それはペダルストロークとブレーキ圧の設定の問題である。ペダルストローク中に占めるブレーキが全く効かない遊びの割合が大きくなった場合、ブレーキパッドの摩耗が疑われるので速やかに点検整備を行うべきである。また、ハンドルの遊びについてもハンドルギア比と混同されるが、本来の遊びはギアのバックラッシュに相当する。これもハンドルがガタつかないよう、最小限に調整されなければならない。遊びは運転者の操作に対する応答を遅延させ、多大なストレスを継続的に強いるだけでなく、安全性の観点からも大変危険である。

## 接合と「遊び」の例

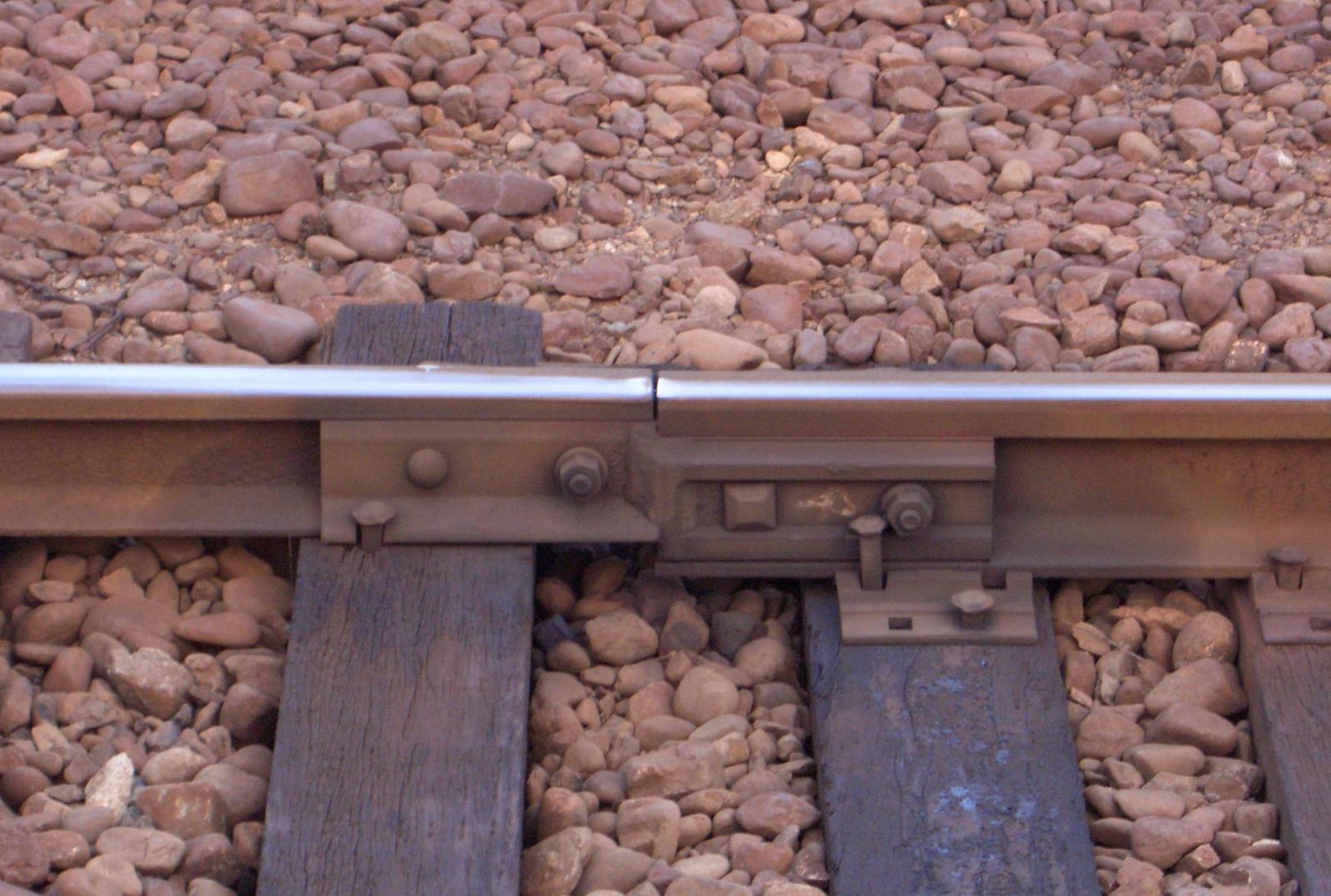
所謂「レールの継ぎ目」

接合部に意図的に設けられる遊びでは、例えば鉄道の軌条（レール）に設けられた隙間（→軌条#継ぎ目）が所謂「ガッタン、ゴットン」と列車の車輪が通過する際に音を立てるのはよく知られているところであるが、これは寒暖の差によってレールの金属棒が伸縮する際の遊びである。この継ぎ目が不足しあっていると、酷暑の折にレール同士が衝突しあって曲がってしまう（脱線事故につながる）し、長いレールが設置されている区間で予想以上にレールが冷えて縮むと、途中で破断する危険がある。
このほか、ドライブチェーンにも遊びが設けられる。これは噛み合わせ機構によるものだが、この遊びによって急な負荷が掛かるのが予防されるほか、噛み合わせ機構が十分に噛み合っている箇所と多少ずれている箇所があっても、この遊びがずれている箇所の余分な力を分散させる。
ただ、これらの遊びが必要十分以上にあると、その遊びに由来するトラブルの原因となる。接合部の隙間はその各々が僅かでもその合計が全体を大きく歪ませてしまう。ドライブチェーンなど噛み合わせ機構では、動作に際して噛み合わせの状態が維持できなくなったりする。いわゆる「（自転車やオートバイの）チェーンが外れる」のは、ドライブチェーンが緩み過ぎ噛み合わせ状態が維持できなくなった状態で発生するが、その際には遊びを残して調整する必要がある。